# Uaru fernandezyepezi
Uaru fernandezyepezi är en fiskart som beskrevs av Stawikowski, 1989. Uaru fernandezyepezi ingår i släktet Uaru och familjen Cichlidae. Inga underarter finns listade i Catalogue of Life.